# Ялуторовський район
Ялуто́ровський район (рос. Ялуторовский район) — муніципальний район в складі Тюменської області, Росія.
Адміністративний центр — місто Ялуторовськ, яке не входить до складу району і утворює окремий Ялуторовський міський округ.

## Географія
Район представляє собою територію довжиною 100 км і шириною близько 60 км, зорієнтовану з півночі на південь. Розташований в заплавах річок Тобол і Ісеть. 66 % території району займають землі сільськогосподарського призначення, 31 % території займають ліси, 1 % — річки й озера, 1 % — землі поселень.
Має спільні кордони з Заводоуковським міським округом, Ісетським, Тюменським, Упоровським, Юргінським і Ярковським районами області.

## Історія
Ялуторовський район утворено 3 листопада 1923 року у складі Тюменського округу Уральської області з територій колишніх Авазбакеєвської, Заводоуковської, Либаєвської, Сінгульської та Томіловської волостей Ялуторовського повіту Тюменської губернії. До складу району увійшли місто Ялуторовськ та 31 сільрада: Авазбакеєвська, Асланинська, Бердюгінська, Гільовська, Глазуновська, Заводопетровська, Заводоуковська, Зиряновська, Коктюльська, Кошелевська, Криволукська, Кулицька, Кутькінська, Либаєвська, Нижньоінгальська, Ніколаєвська, Падунська, Пам'ятнинська, Петелинська, Романовська, Семеновська, Сінгульська, Старокавдицька, Сунгуровська, Томіловська, Хохловська, Чукреєвська, Широкоплечинська, Ялуторовська, Яковлевська та Ярівська.
1925 року ліквідована Ялуторовська сільрада. 17 червня 1925 року з ліквідованого Покровського району передані Александровська, Івановська, Новоатьяловська та Чашинська сільради. 30-31 грудня Александровська сільрада передана до складу Ярковського району, Чашинська сільрада — до складу Юргінського району. 28 липня 1926 року утворено Новокавдицька та Тихвінська сільради. 10 червня 1931 року з ліквідованого Юргінського району передані Бучинська та Зоновська сільради, зі складу Новозаїмського району — Бігілинська, Боровинська, Колесниковська, Новозаїмська, Седінкінська, Сосновська, Старозаїмська, умашовська та Хорзовська сільради. 1 січня 1932 року Зирянська та Ніколаєвська сільради передані до складу Упоровського району. 20 червня 1933 року зі складу Тюменського району передані Амандська та Кийовська сільради.
17 січня 1934 року район увійшов до складу Челябінської області, 7 грудня район увійшов до складу Омської області. 25 січня 1935 року до складу Новозаїмського району передані Бігілинська, Боровинська, Колесниковська, Новозаїмська, Падунська, Семеновська, Седінкінська, Сосновська, Старозаїмська, Тумашовська, Хорзовська та Яковлевська сільради; Бучинська та Зоновська сільради передані до складу Юргінського району; зі складу Упоровського району передана Верх-Інгалінська сільрада. 20 жовтня 1937 року до складу Ісетського району передана Верх-Інгалінська сільрада. 19 вересня 1939 року ліквідовані Авазбакеєвська, Івановська, Новокавдицька, Романовська та Ярівська сільради; Амандська сільрада передана до складу Тюменського району. 13 листопада утворено смт Заводоуковськ, ліквідована Глазуновська сільрада. 24 січня 1943 року утворено смт Заводопетровський, Заводопетровська сільрада перетворена в селищну раду.
14 серпня 1944 року район увійшов до складу новоутвореної Тюменської області. 17 червня 1954 року ліквідовані Бердюгінська, Гільовська, Кошелевська, Криволукська, Нижньоінгалінська та Томіловська сільради. 9 липня 1959 року смт Заводоуковськ та Заводоуковська сільрада передані до складу Новозаїмського району. 16 червня 1961 року Кийовська сільрада перейменована в Беркутську, Кутькінська — в Южну, Чукреєвська — в Зіновську, Широкоплечинська — в Шилікульську. 28 квітня 1962 року зі складу ліквідованого Новозаїмського району передані Бігілинська, Падунська, Радгоспна, Старозаїмська сільради та місто Заводоуковськ.
1 лютого 1963 року утворено Ялуторовський сільський район з включенням до його складу територій Ісетського та Упоровського району, місто Ялуторовськ отримало статус обласного, смт Вагай, Лебедьовка, Лісний та Заводопетровський передані до складу Ялуторовської міської ради обласного підпорядкування. 14 травня Пантелеєвська сільрада перейменована в Крашенининську, Скородумська колишнього Ісетського району — в Розсвітівську. 12 січня 1965 року сільський район перетворено в звичний, райони було відновлено. До новоутвореного Заводоуковського району передано 20 сільрад, місто Заводоуковськ, смт Лебедьовка, Лісний та Новий Тап. 30 грудня 1966 року до відновленого Ісетського району передані 11 сільрад. 9 січня 1969 року ліквідовано Южну сільраду. 10 лютого 1972 року Куликівська сільрада перейменована в Ревдинську. 12 серпня 1972 року Великотихвінська сільрада перейменована в Івановську. 1 квітня 1977 року ліквідована Новоатьяловська сільрада. 20 грудня 1982 року утворені Кийовська та Новоатьяловська сільради. 9 серпня 1990 року утворена Карабаська сільрада. 22 червня 1992 року смт Заводопетровський перетворено в село Заводопетровське, селищна рада перетворена в сільраду.

## Населення
Населення району становить 14068 осіб (2020; 14417 у 2018; 14461 у 2010, 15799 у 2002).

## Адміністративно-територіальний поділ
На території району 15 сільських поселень:
| Поселення                           | Площа, км² | Населення, осіб (2002) | Населення, осіб (2010) | Населення, осіб (2018) | Населення, осіб (2020) | Центр              | Населені пункти |
| ----------------------------------- | ---------- | ---------------------- | ---------------------- | ---------------------- | ---------------------- | ------------------ | --------------- |
| Асланинське сільське поселення      | 318,47     | 1534                   | 1245                   | 1166                   | 1129                   | Аслана             | 5               |
| Беркутське сільське поселення       | 210,71     | 1371                   | 1277                   | 1247                   | 1222                   | Беркут             | 5               |
| Заводопетровське сільське поселення | 210,21     | 895                    | 743                    | 769                    | 709                    | Заводопетровське   | 1               |
| Зіновське сільське поселення        | 144,11     | 1057                   | 1012                   | 1058                   | 1003                   | Зіново             | 4               |
| Івановське сільське поселення       | 277,00     | 729                    | 617                    | 642                    | 581                    | Івановка           | 3               |
| Карабаське сільське поселення       | 95,75      | 678                    | 616                    | 551                    | 532                    | Карабаш            | 2               |
| Кийовське сільське поселення        | 96,87      | 1612                   | 1552                   | 1694                   | 1724                   | Кийова             | 2               |
| Коктюльське сільське поселення      | 175,41     | 755                    | 668                    | 626                    | 587                    | Коктюль            | 2               |
| Новоатьяловське сільське поселення  | 343,69     | 900                    | 812                    | 847                    | 818                    | Новоатьялово       | 1               |
| Пам'ятнинське сільське поселення    | 180,14     | 1588                   | 1513                   | 1493                   | 1504                   | Пам'ятне           | 5               |
| Петелинське сільське поселення      | 171,61     | 1588                   | 1512                   | 1558                   | 1511                   | Петелино           | 2               |
| Ревдинське сільське поселення       | 82,53      | 309                    | 261                    | 251                    | 240                    | Ревда              | 2               |
| Сінгульське сільське поселення      | 158,37     | 849                    | 795                    | 788                    | 775                    | Сінгуль Татарський | 2               |
| Старокавдицьке сільське поселення   | 153,52     | 786                    | 747                    | 731                    | 735                    | Старий Кавдик      | 2               |
| Хохловське сільське поселення       | 229,04     | 1148                   | 1091                   | 996                    | 998                    | Хохлово            | 2               |

## Найбільші населені пункти
| № | Населений пункт | Населення, осіб (2002) | Населення, осіб (2010) |
| - | --------------- | ---------------------- | ---------------------- |
| 1 | Кийова          | 1604                   | 1549                   |

## Господарство
В районі діють підприємства по переробці сільськогосподарської продукції та будівництва.